# Жулинский, Николай Григорьевич
Никола́й Григо́рьевич Жули́нский (род. 1940) — Народный депутат Украины II и IV созывов, советник Президента Украины, вице-премьер-министр Украины (1992—1994; 1999—2001), литературовед. Член Союза писателей Украины (1977). Почётный доктор Киевского национального университета имени Тараса Шевченко, почётный профессор Национального университета «Киево-Могилянская академия». Академик-секретарь отделения литературы, языка и искусствоведения Национальной академии наук Украины.

## Биография
С 1962 по 1963 год работал на промышленном комбинате Волынского облжилпоставторга. На следующий год перешёл на Луцкий электроаппаратный завод, где проработал слесарем два года до 1965 года. Последующие три года работал на должности трубосгибателя на Ленинградском судостроительном заводе.
С 1968 года занялся литературой, став аспирантом, а с 1971 года — младшим научным сотрудником Института литературы АН УССР, коим был до 1973 года, когда получил должность учёного секретаря в том же институте, проработав на ней до 1978 года. С 1978 года до распада СССР работал заместителем директора Института литературы АН УССР. В 1991 году стал директором Института литературы АН УССР, занимая этот пост до настоящего времени.
В 1972 году защитил кандидатскую диссертацию на тему «К вопросу об историческом оптимизме советской литературы» (Институт литературы имени Т. Г. Шевченко АН УССР, 1972); в 1981 году защитил докторскую на тему «Художественная концепция человека и проблема характера в современной советской литературе» (Киевский университет имени Т. Г. Шевченко, 1981).
С 1992 года перешёл из литературы в политику и стал государственным советником Украины по вопросам гуманитарной политики, сохранив за собой пост директора Института литературы.

## Семья
- Жена — Галина Степановна Жулинская. В сентябре 2013 года Столичный Шевченковский райсуд вынес ей приговор в пять лет тюрьмы с испытательным сроком на три года за кражу денег членов кредитного союза «Турбота»[2]. Среди пострадавших: Владимир Заднепровский, Алексей Петухов, Алексей Вертинский, Владимир Соляник, поэт Василий Герасимюк.

## Публикации
- Пафос життествердження (1974)
- Человек как мера времени (1979)
- Человек в литературе (1983)
- Приближение (1986)
- Из забытья — в бессмертие (1991)
- Верю в силу духа (1999)
- Дыхание третьего тысячелетия (2000)
- Заявить о себе культурой (2001)
- Слово и судьба (2002)
- Духовная жажда по утраченной родине (2002)
- Олег и Елена Телига (2001)

## Награды
- орден «За заслуги» I степени (2000)[3];
- орден «За заслуги» III степени (1997)[4];
- орден князя Ярослава Мудрого IV степени (2016)[5];
- орден князя Ярослава Мудрого V степени (2009)[6];
- Государственная премия Украины имени Т. Г. Шевченко (1992) — за книгу «Из забытья — в бессмертие»;
- Государственная премия Украины в области науки и техники (2015) — за работу «История украинской культуры» в пяти томах (в девяти книгах) (в составе коллектива)[7];
- премия имени А. Билецкого;
- премия имени Григория Сковороды «Сад божественных песен».
- Премия фонда Антоновичей (1993).
- Командорский крест II степени почётного знака «За заслуги перед Австрийской Республикой» (2005 год, Австрия)[8].
- Командор ордена Заслуг перед Республикой Польша (2009 год, Польша)[9].